# St Catherines Castle
St Catherines Castle är ett slott i Storbritannien.   Det ligger i grevskapet Cornwall och riksdelen England, i den södra delen av landet, 300 km väster om huvudstaden London. St Catherines Castle ligger 8 meter över havet.
Terrängen runt St Catherines Castle är huvudsakligen platt, men åt nordväst är den kuperad. Havet är nära St Catherines Castle åt sydväst.  Närmaste större samhälle är Par, 4,8 km nordväst om St Catherines Castle. 